# Herb Andory (miasta)
Herb Andory – herb miasta Andora, stolicy państwa Andora. Jest to okrągła tarcza w złoto-srebrnym otoku, o zielonym polu z pionowym błękitnym falistym pasem, obramowanym srebrno, ciągnącym się przez środek.
Nad tarczą znajduje się stylizowana złota korona.
Stylizowany błękitny pionowy pas – symbolizuje położenie miasta nad rzeką Riu Valira.
Flaga Andory la Vella jest odwzorowaniem herbu miasta.
Herb parafii Andorra la Vella różni się od herbu miasta liczbą błękitnych pasów na tarczy, których jest trzy. Symbolizują one trzy rzeki Valira d’Orient, Riu Valira del Nort i Riu Madriu. Również korona odwzorowana jest znacznie dokładniej i ozdobiona kolorowymi kamieniami.

Herb parafii Andorra la Vella